# Urszula Kozioł

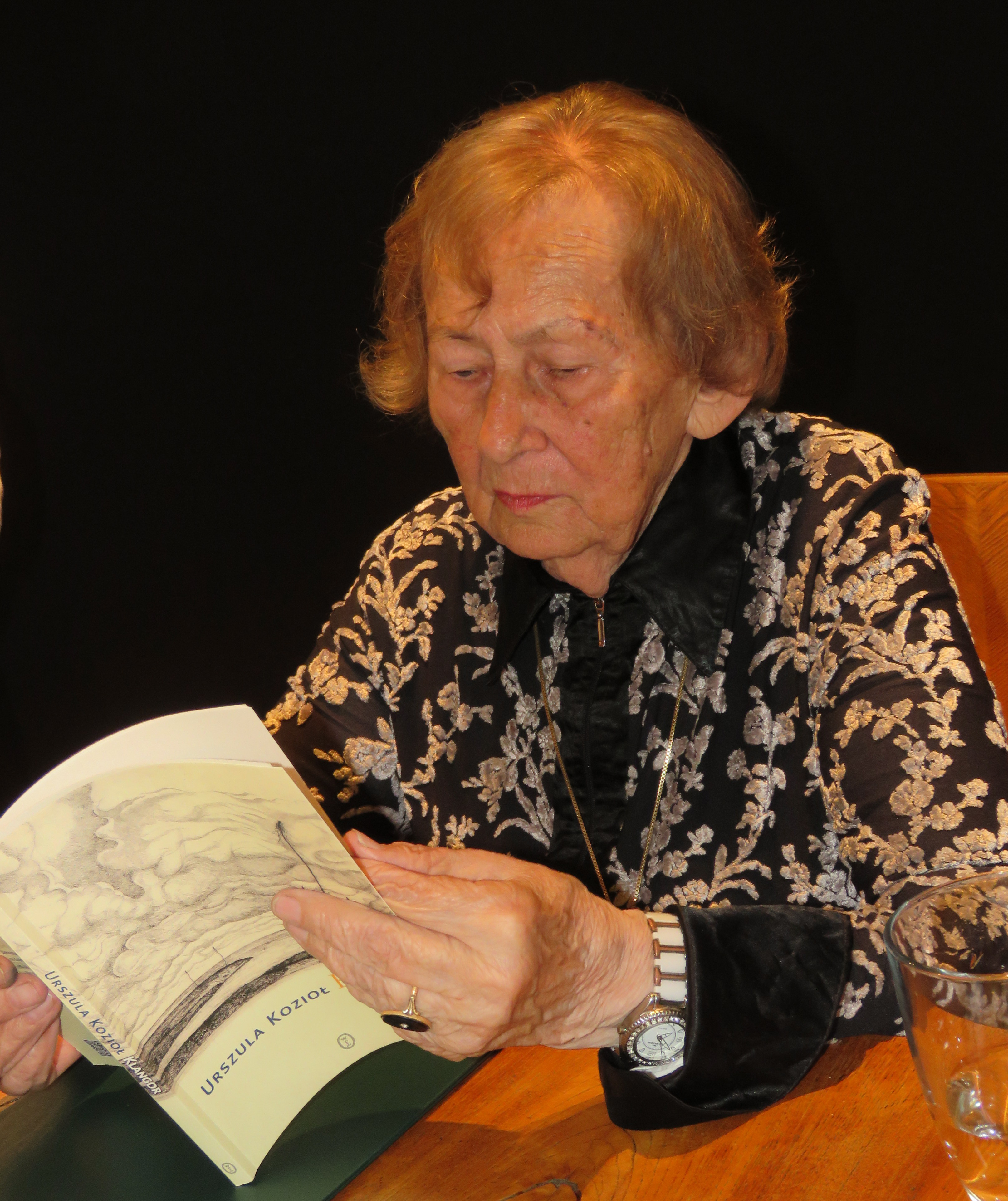
Urszula Kozioł (2016)

Urszula Kozioł (n. 20 iunie 1931, Rakówka⁠(d), Biłgoraj County⁠(d), Lublin, Polonia – d. 20 iulie 2025) a fost o poetă, prozatoare și autoare poloneză de romane și piese de teatru. În anul 1953, a absolvit facultatea de limbă polonă la Universitatea din Wrocław. Din anul 1968, membră a colegiului de redacție a revistei lunare "Odra".

## Volume de poezii
- Gumowe klocki (1957)
- W rytmie korzeni (1963)
- Smuga i promień (1965)
- Lista obecności (1967)
- Poezje wybrane (1969)
- W rytmie słońca (1974)
- Wybór wierszy (1976)
- Poezje wybrane (II) (1985)
- Wybór wierszy (1986)
- Żalnik (1989)
- Postoje słowa (1994)
- Wielka pauza (1996)
- W płynnym stanie (1998)
- Wiersze niektóre (Bis, 1997, 1998)
- Stany nieoczywistości (1999)